# Zamek w Nidzicy
Zamek w Nidzicy – został wybudowany na początku XV wieku w stylu gotyckim jako siedziba prokuratora krzyżackiego.

## Historia

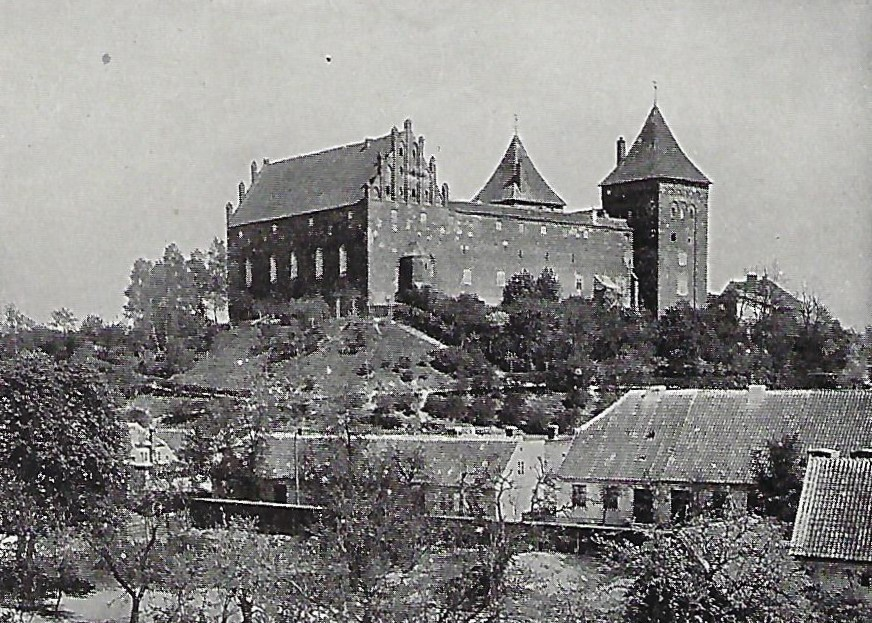
Zamek przed II wojną światową

Budowę zamku rozpoczęto około 1398 roku, główne skrzydło zachodnie ukończono w 1405 roku, a pozostałe prace zakończono wiosną 1409 roku. Rezydował w nim już krzyżacki prokurator. W dniu 12 lipca 1410 roku w drodze z armią w głąb państwa krzyżackiego nieobroniony zamek został zajęty przez wojska polskie. Podczas wojny głodowej w 1414 roku zamek obległo polskie rycerstwo i 6 lipca zdobyło po ośmiu dniach oblężenia. W 1454 roku zamek zajął propolski Związek Pruski i w lutym 1455 roku przekazał czeskim wojskom zaciężnym pod wodzą Jana Koldy z Žampachu, którzy odparli 28 kwietnia najazd wojsk krzyżackich. W 1517 roku rozbudowano i umocniono przedzamcze. W 1784 roku spłonęło przedzamcze. W 1812 roku zamek zdewastowały wojska francuskie. W latach 1828–1830 zamek przebudowano na sąd i więzienie. W zimie 1945 roku wojska radzieckie zbombardowały zamek, który do odbudowy w latach 1961–1965 pozostawał ruiną.

## Architektura

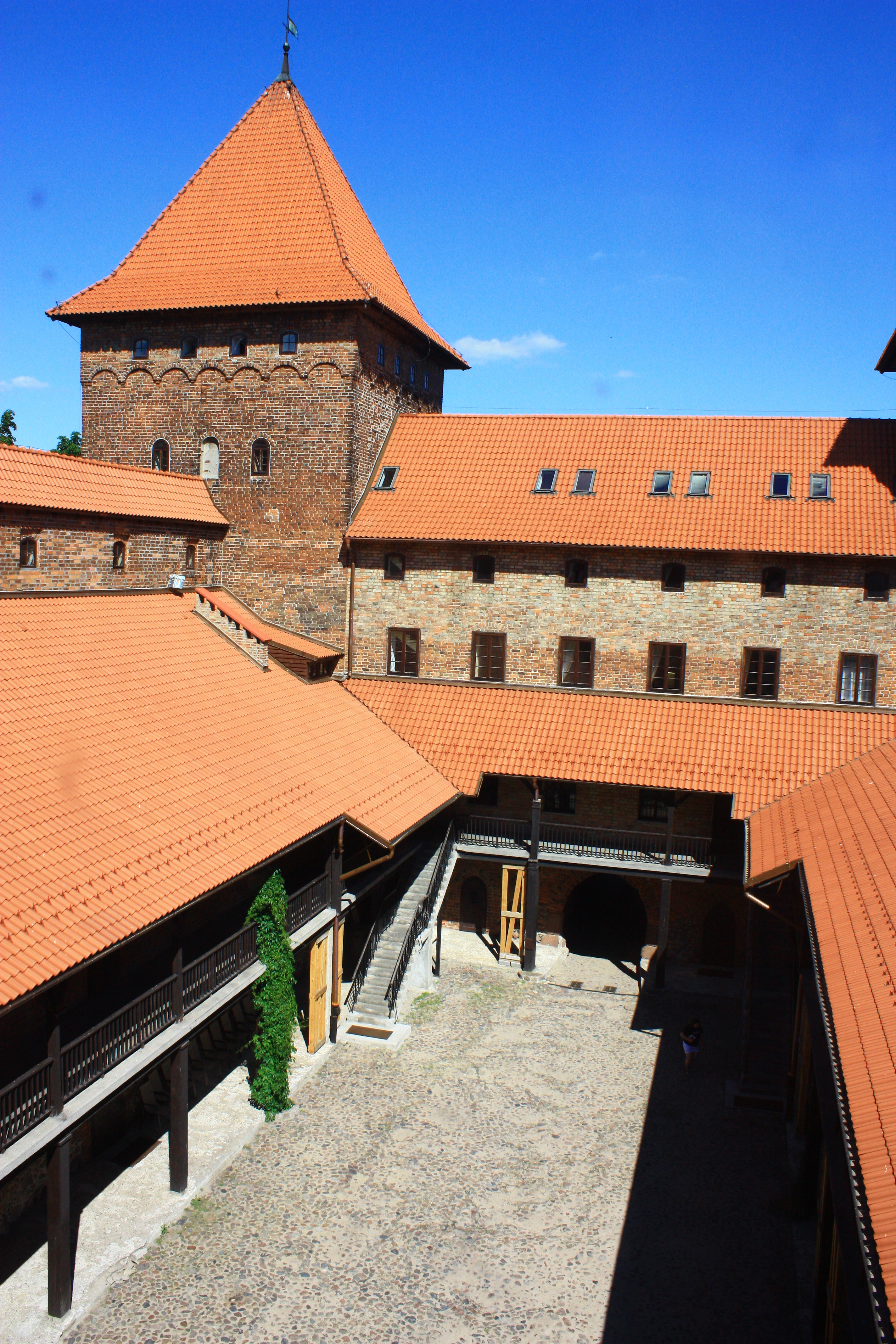
Dziedziniec

Warownia została zbudowana z cegły na wysokiej kamiennej podmurówce. Na poddaszu, w grubości murów, obiegają zamek krużganki obronne zarówno od strony zewnętrznej, jak i od strony dziedzińca. Elewacja od strony zachodniej pokryta jest ciemną cegłą. Zewnętrzną fasadę zdobią też duże ostrołukowe gotyckie okna. W jednej z sal, zamkniętej absydą, do dziś widoczne są gotyckie freski z początku XV wieku. Środkowa część odgrywała rolę refektarza z czytelnym, choć zniszczonym malowidłem ściennym świętej Weroniki w adoracji aniołów. Refektarz sąsiadował z kancelarią wójta. Spichrze i krużganki obronne mieściły się na ostatnim piętrze zachodniej części zamku. Wieże kryte dachami namiotowymi ozdobiono wnękami i płaskimi dekoracjami. W piwnicach wież znajdowało się więzienie. Nad bramą była zajmująca dwie kondygnacje kaplica zamkowa. W tej części zamku ulokowano komnaty dla gości zakonu, tu też mieszkał wójt oraz kapelan. Rycerze, giermkowie i służba zbrojna kwaterowali w bocznych skrzydłach budowli. Na dziedzińcu zamkowym znajdowała się niegdyś studnia zaopatrująca załogę w wodę. Po stronie wschodniej od strony wjazdu znajdowało się przedzamcze, przebudowane w 1517 roku. W południowo-wschodnim narożniku przedzamcza wznosiła się okrągła wieża. Ślimakowe schody wieży wiodły do pomieszczeń mieszkalnych wschodniego skrzydła. W 1583 roku do istniejącego przedzamcza dobudowano drugie flankowane dwoma niewielkimi cylindrycznymi basztkami (przedzamcze to spłonęło w 1784 roku). W jego miejscu rośnie dziś leciwy dąb. Pod koniec XV wieku zamek otoczono murem zewnętrznym uzbrojonym w dwie okrągłe basteje.

## Odbudowa zamku
Najwięcej zniszczeń dokonali na zamku żołnierze francuscy, stacjonujący tutaj z przerwami w latach 1806–1812. Od całkowitej ruiny zdewastowany przez Napoleończyków gmach uratował radca sądowy Ferdynand Tymoteusz Gregorovius, skuteczny pomysłodawca odbudowy (1828–1830) średniowiecznej twierdzy z przeznaczeniem na siedzibę sądu, prywatne mieszkania oraz więzienie. Jednak Gregorovius zastrzegł, by nidziczanie wybudowali mu pomnik. Pomnik wybudowany został dopiero po ponad siedemdziesięciu latach od odbudowy zamku. Pomnik mieści się w parku zamkowym. W 1945 roku zamek nie miał już tyle szczęścia – zbombardowany przez Rosjan spłonął, tracąc stropy i część murów. Szybko jednak podjęto decyzję o jego odbudowie. W 1949 obiekt odgruzowano, a trzy lata później ruszyły pierwsze prace zabezpieczające. Pełną restaurację zabytku, łącznie z konserwacją zachowanych malowideł w kaplicy i refektarzu rozpoczęto w 1961 roku i zakończono w 1965, po czym uroczyście oddano go w użytkowanie lokalnym instytucjom kulturalno-społecznym.

## Współcześnie

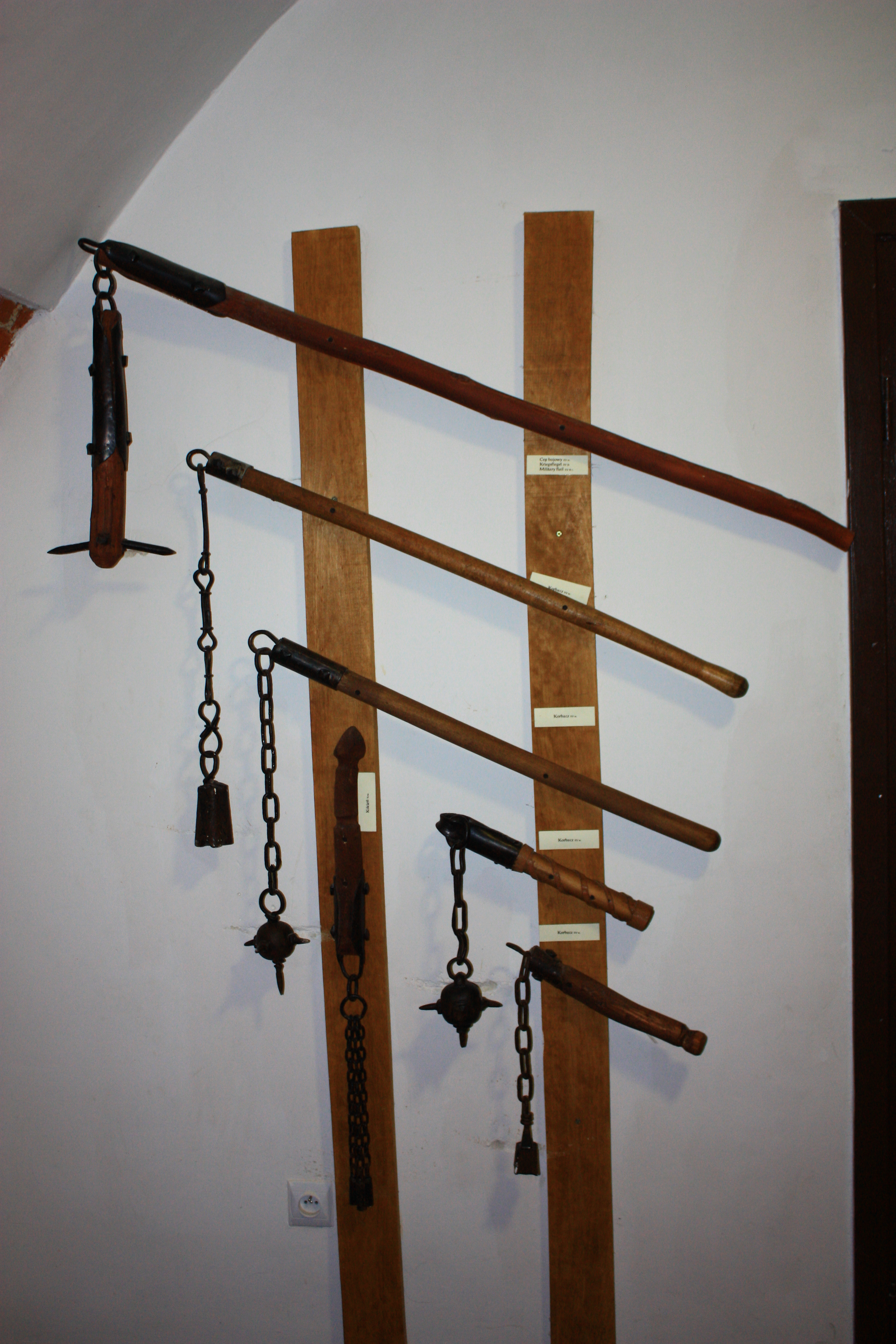
Cep bojowy i morgenszterny na zamku w Nidzicy

Aktualnie zamek służy za miejskie centrum biznesu, kultury i rozrywki. Mieści się w nim: Muzeum Ziemi Nidzickiej z ekspozycją etnograficzno-historyczną, Nidzicki Ośrodek Kultury, Bractwo Rycerskie Komturii Nidzickiej, Galeria Autorska Hieronima Surpskiego, pracownia rzeźby i biblioteka miejska. Działa tutaj również hotel oraz restauracja. W okresie ferii zimowych oraz wakacji letnich w zamku odbywają się tematyczne kolonie dla dzieci i młodzieży z całej Polski. Wstęp na przedzamcze i na dziedziniec zamku wysokiego wolny, do muzeum płatny. Kompleks otoczony jest gęstym XIX-wiecznym parkiem.

## Galeria

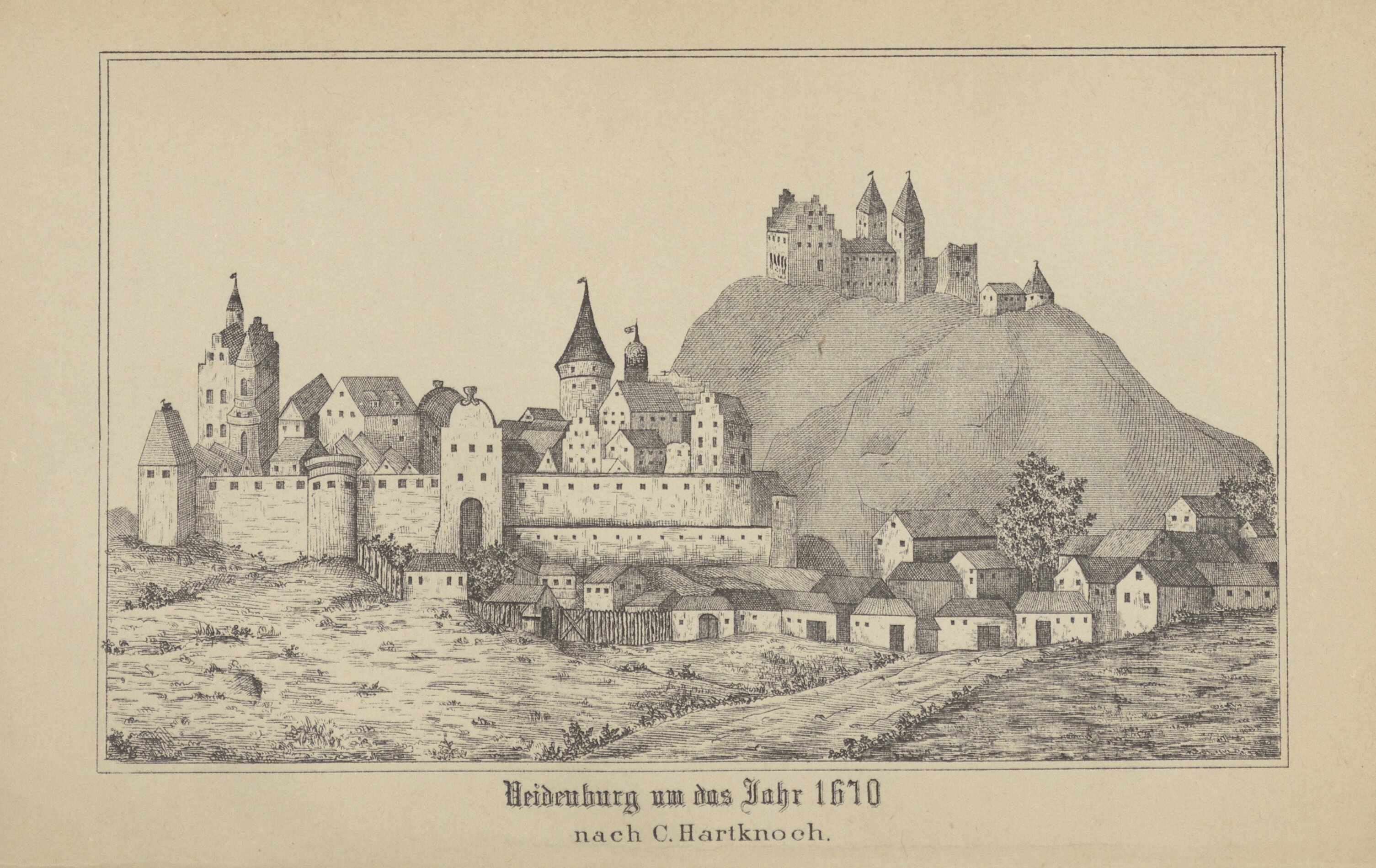
Widok z XVII wieku
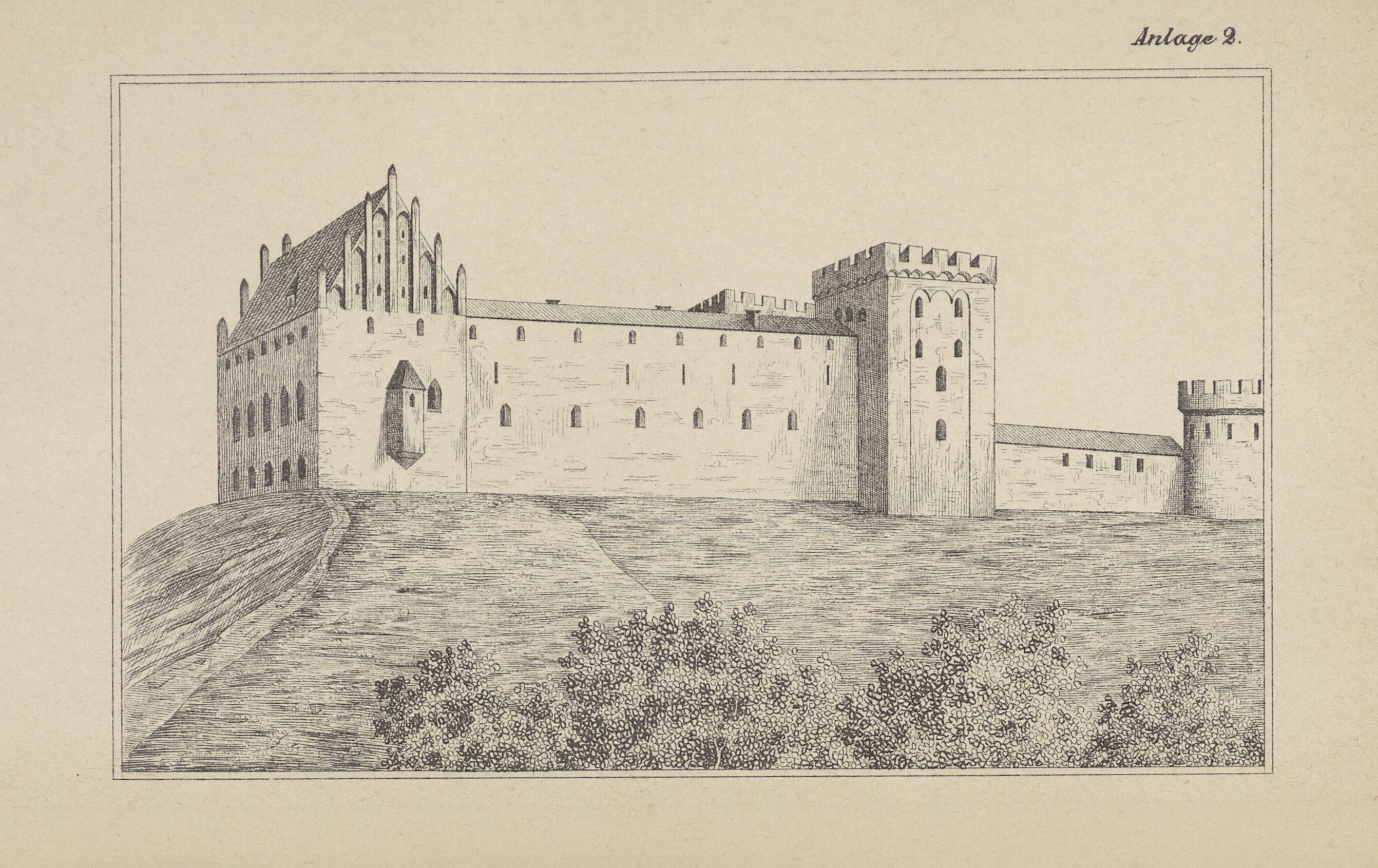
Zamek w 1883 roku
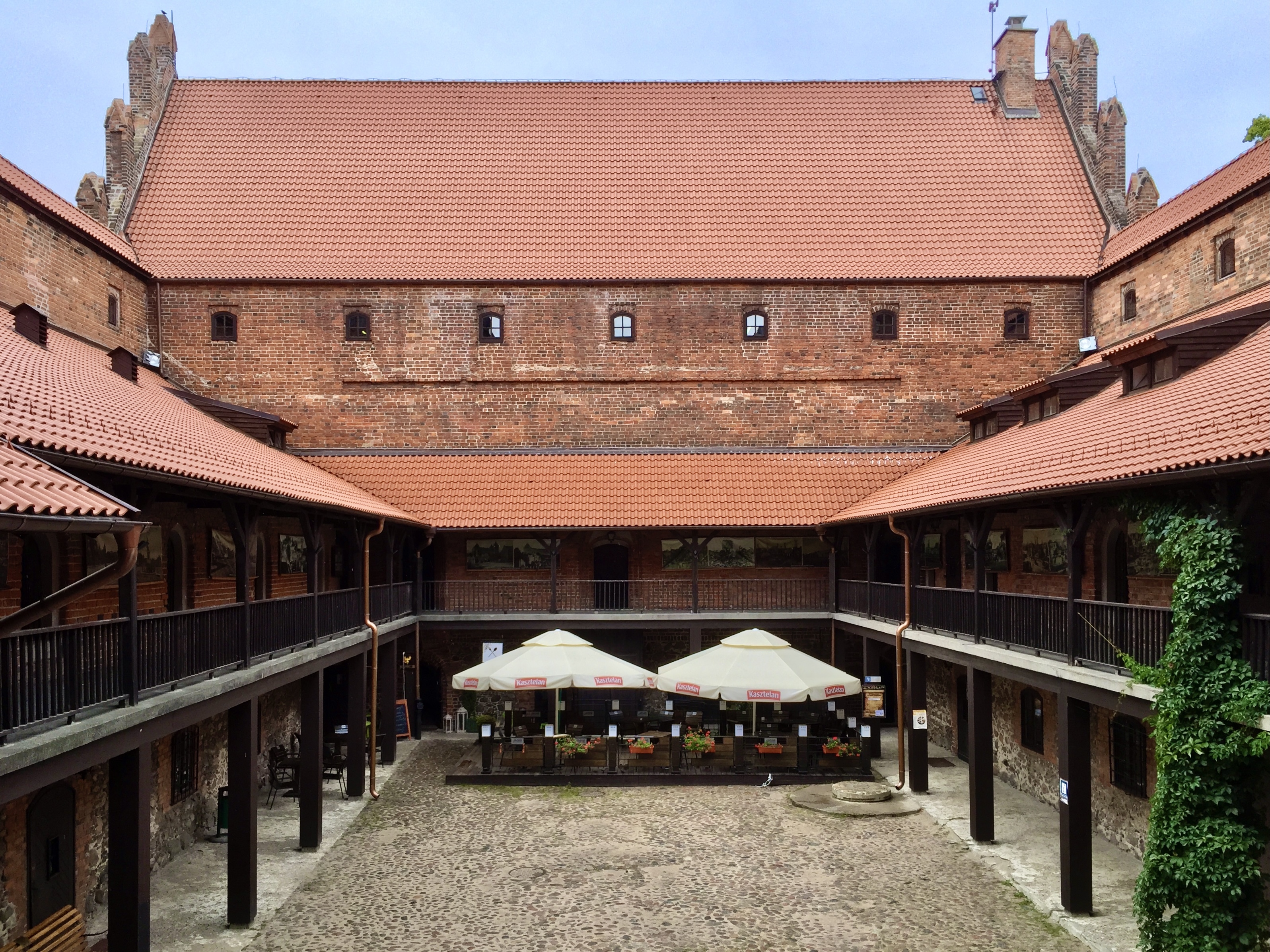
Dziedziniec zamkowy i Dom Główny
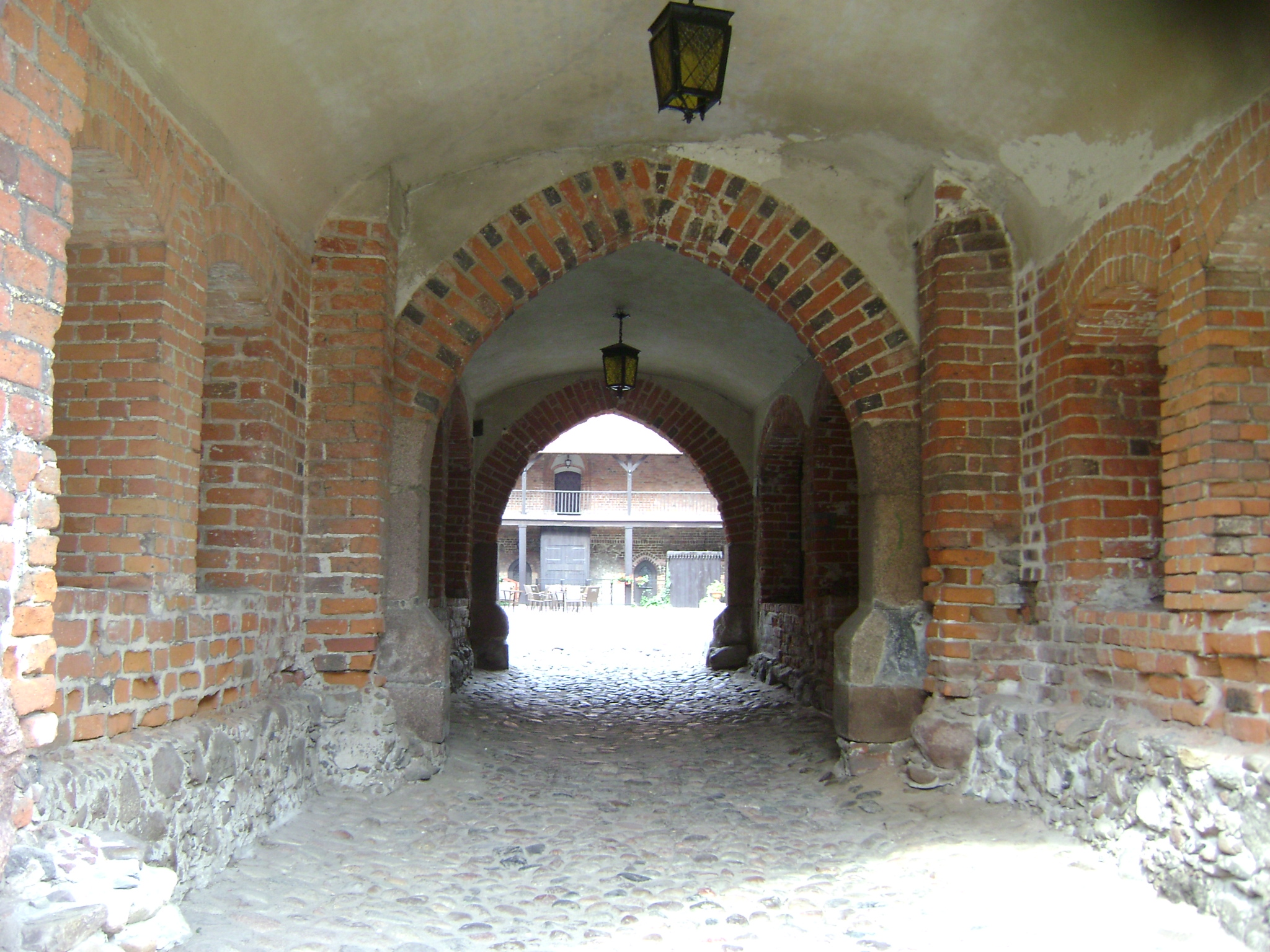
Przejazd bramny
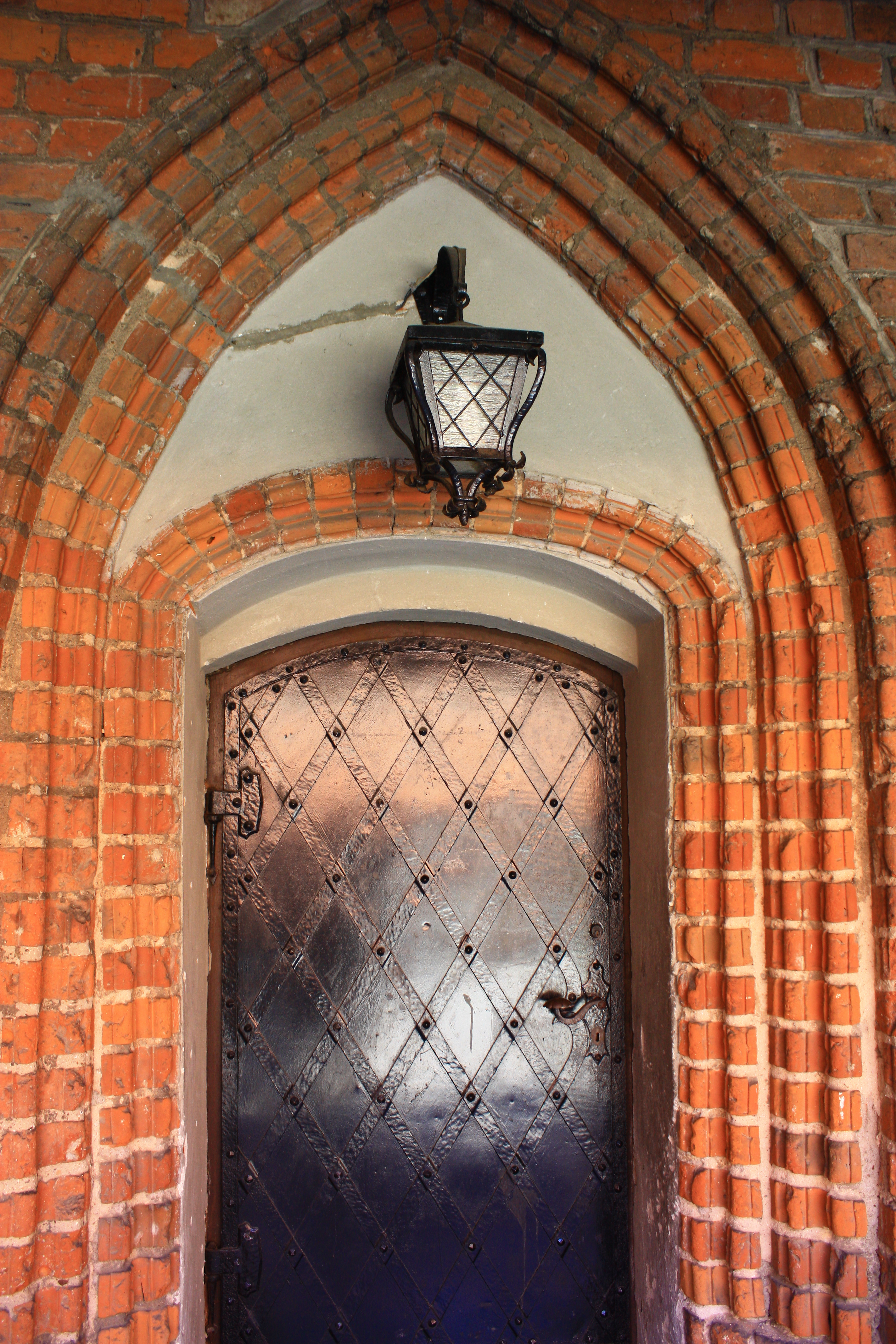
Portal gotycki
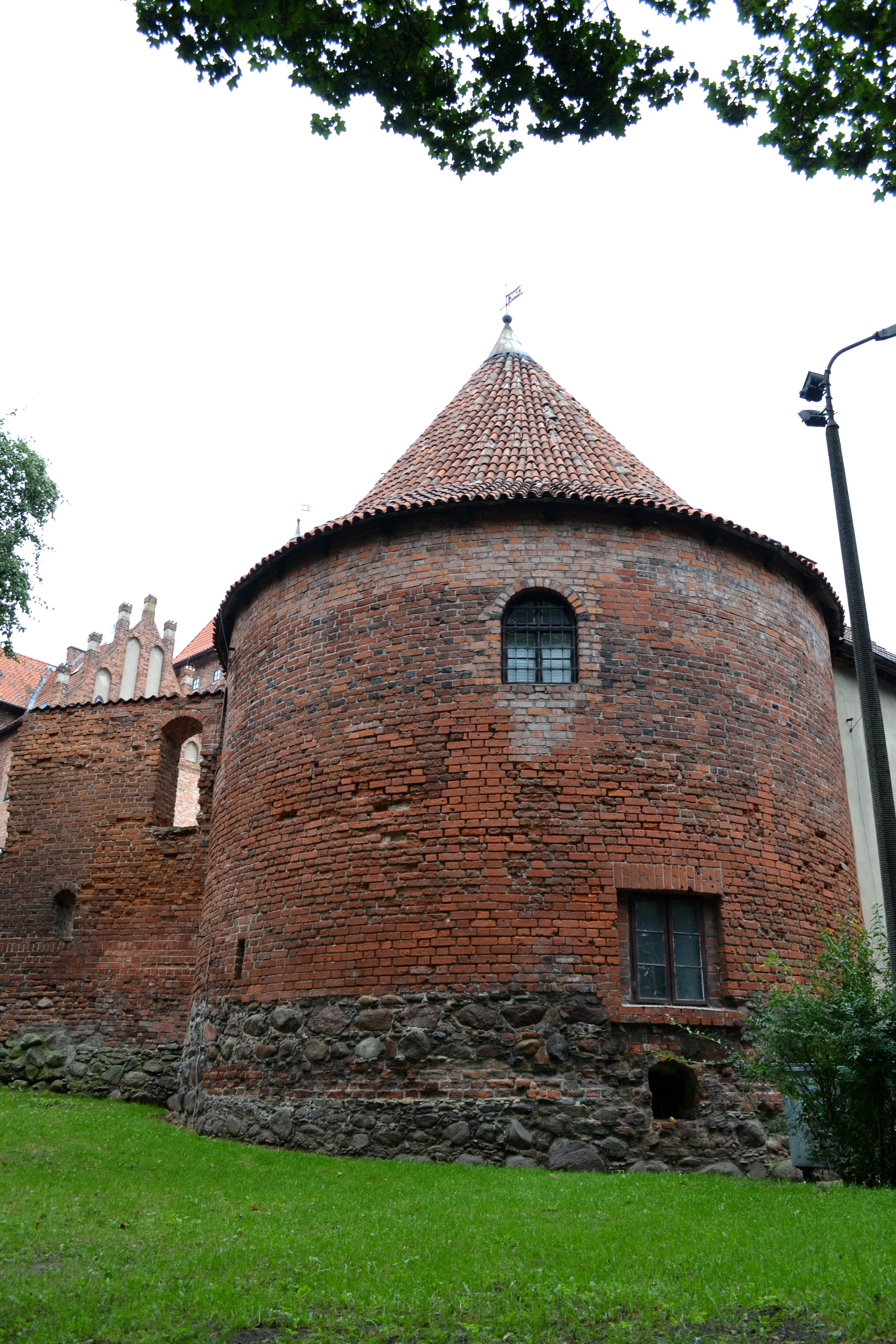
Baszta na przedzamczu
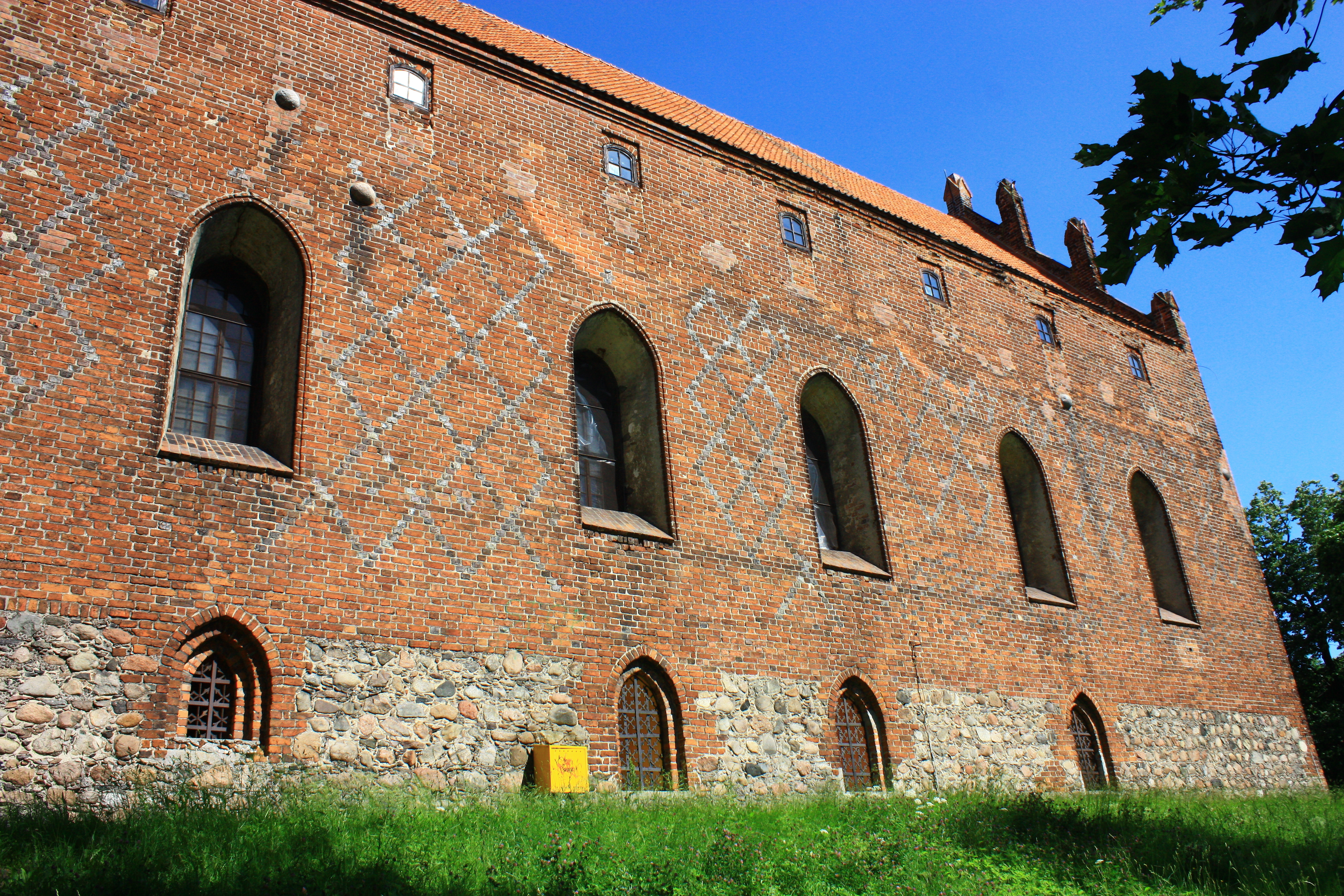